# 横断山凤仙花
横断山凤仙花（学名：Impatiens hengduanensis）是凤仙花科凤仙花属的植物，为中国的特有植物。分布于中国大陆的云南等地，生长于海拔1,400米至1,500米的地区，常生长在常绿林林缘，目前尚未由人工引种栽培。